# Gualtiero Bertelli
Gualtiero Bertelli (Venezia, 16 febbraio 1944) è un cantautore italiano.
Ha composto canzoni sia in lingua veneta (la più nota è Nina ti te ricordi, incisa anche da Francesco De Gregori e Giovanna Marini) che in italiano (Vedrai com'è bello, cantata anche da Bruno Lauzi, è la più famosa).

## Biografia
Proveniente da una famiglia operaia veneziana (il padre Enrico lavorava come operaio all'Arsenale di Venezia), abitante alla Giudecca, frequentò l'istituto magistrale e, dopo il diploma, si dedicò all'insegnamento elementare; nello stesso periodo compì studi musicali e suonò in alcune formazioni di musica leggera.
Incominciò a scrivere canzoni giovanissimo e non ancora ventenne fondò il Canzoniere Popolare Veneto (con Tiziano Bertelli, Policarpo Lanzi, Luisa Ronchini, Rosanna Trolese ed Alberto D'Amico).
Nel 1965, per l'etichetta I Dischi del Sole, incise l'EP Sta bruta guera che no xe finia; per la stessa etichetta pubblicò due anni dopo una delle sue canzoni più note, Vedrai come è bello, storia di un ragazzo che si diploma ma non riesce a trovare lavoro, canzone che venne ripresa da Bruno Lauzi.
Allo stesso anno risale anche Nina ti te ricordi, un altro dei suoi brani più noti, che Bertelli reinciderà anche in seguito e che nel 2002 verrà inserito da Francesco De Gregori e Giovanna Marini nel loro album Il fischio del vapore.
Verso la fine degli anni sessanta si accostò ai movimenti di protesta sociale e politica, partecipando ad una lunga serie di concerti in cui presentò canzoni dure come Lubiam, Vi sbagliate, La Breda..
Nel 1976 partecipò, per la prima volta, al Club Tenco, rassegna in cui ritornò più volte negli anni successivi.
Nel 1980 si dedicò alla politica attiva, diventando consigliere comunale a Mira per il PCI.
Dopo un lungo periodo di ripensamento e di silenzio artistico, verso la fine degli anni Ottanta si ripresentò con un album Barche di carta (1988), grazie al quale ricevette il Premio Tenco.
Nel nuovo millennio realizzò alcuni album con il gruppo Compagnia delle acque (di cui fa parte anche la figlia Cecilia): in uno di essi, Annicinquanta - I canti di un'Italia che torna a vivere (pubblicato nel 2005) riprese alcuni brani celebri di suoi colleghi come Domenico Modugno (Amara terra mia), Fausto Amodei (Qualcosa da aspettare, Ero un consumatore), Mario Pogliotti (Un paese vuol dire non essere soli ) e Ivan Della Mea (Io so che un giorno).
Nel 2004, all'interno della Festa Nazionale de l'Unità di Genova, il 29 agosto partecipò al concerto Macchie di Rosso; all'evento, presentato da Toni Jop e Gianni Borgna, parteciparono anche Fausto Amodei, Rudi Assuntino, Caterina Bueno,  Ivan Della Mea, Claudio Cormio, Lucilla Galeazzi e i Modena City Ramblers, e il concerto venne trasmesso integralmente in diretta satellitare.
Nel 2008, in occasione del cinquantennale dei torinesi Cantacronache, ha partecipato allo spettacolo "Progetto Cantacronache", promosso da Walter Colle, Enrico De Angelis e Moni Ovadia, con, tra gli altri, Fausto Amodei, Giovanna Marini, Ginevra Di Marco, Kosovni Odpadki, Enzo Jannacci, Caparezza, Banda Osiris, Grazia Di Michele, Yo Yo Mundi, Alessio Lega. 
Nel 2022 vince il Premio Tenco. 
Nel 2023, con il giornalista e scrittore Edoardo Pittalis e con il musicista Simone "Cimo" Nogarin, compone e si esibisce con lo spettacolo "Il masso nel bicchiere. A 60 anni dalla tragedia del Vajont". 

## Discografia

### Album in studio
- 1970 - I giorni della lotta
- 1975 - Mi voria saver
- 1977 - Nina
- 1988 - Barche di carta
- 2003 - Quando emigranti...
- 2004 - Quando emigranti...2 "Povera gente" (con la Compagnia delle acque)
- 2005 - Annicinquanta - I canti di un'Italia che torna a vivere (con la Compagnia delle acque)

### Album dal vivo
- 2002 - Quando la luna a mezzogiorno...

### EP
- 1965 - Sta bruta guera che no xe finia

### Singoli
- 1967 - Vedrai com'è bello/Gli ingranaggi
- 1967 - Tera e acqua/A Porto Marghera (con Luisa Ronchini)
- 1967 - Nina ti te ricordi/Vorrei credervi on. Moro (con Tiziano Bertelli)
- 1969 - Sulla linea di condotta.../Piccola donna (con Luisa Ronchini)

### Partecipazioni
- 1965 - AA.VV. Canti della Resistenza italiana con i brani E se i tedeschi
- 1966 - AA.VV. La guerra di Belochio, di Palma e di Badoglio con i brani E  quei vigliacchi di quei signori, Addio Venesia addio e C'era un dì un soldato
- 2000 - AA.VV. Fragile maneggiare con cura (50 musicisti veneziani contro l’EXPO 2000) con il brano El colo

## Discografia con il Canzoniere Popolare Veneto

### Album
- 1968 - Addio Venezia addio

### Singoli
- 1970 - Ballata dell'affitto/Povero Pinelli/Via via la polizia